# Molise Montepulciano
Il Molise Montepulciano era un vino DOC la cui produzione è stata consentita nelle province di Campobasso e Isernia dal 1998 al 2000.
La denominazione fu annullata a seguito di un ricorso sull'uso del nome "Montepulciano" depositato dalla Regione Toscana, dalla Provincia di Siena e dal Consorzio del Vino Nobile di Montepulciano presso il TAR del Lazio nel 2000. La regione Molise tentò di mantenere la denominazione che dal 1968 era in uso per il Montepulciano d'Abruzzo.
Per tutelare i produttori di uve Montepulciano in Molise è stata richiesta la creazione di una nuova Denominazione di Origine Protetta. Attualmente i vini prodotti in Molise con almeno l'85% di uve Montepulciano possono essere commercializzati con la denominazione Molise Rosso DOC.

## Caratteristiche organolettiche
- colore: rosso rubino più o meno intenso, tendente al granato con l'invecchiamento
- odore: vinoso, intenso, gradevole, caratteristico
- sapore: secco, armonico, morbido, a volte leggermente tannico

## Produzione
Provincia, stagione, volume in ettolitri
- nessun dato disponibile